# Републикански път III-1413
Републикански път IIІ-1413 е третокласен път, част от Републиканската пътна мрежа на България, преминаващ изцяло по територията на Видинска област. Дължината му е 25,1 km.
Пътят се отклонява наляво при 17,2 km на Републикански път III-141 в центъра на град Грамада и се насочва на североизток през Западната Дунавска равнина по вододела между реките Войнишка и Видбол. При хижа „Божурица“ слиза в долината на река Видбол преминава през село Синаговци и центъра на град Дунавци и в най-североизточната му част се свързва с Републикански път I-1 при неговия 16,5 km.
| Пътища, отклоняващи се надясно (населено място, № на пътя, посока на пътя) | km   | Пътища, отклоняващи се наляво (посока на пътя, № на пътя, населено място) |
| -------------------------------------------------------------------------- | ---- | ------------------------------------------------------------------------- |
| Община Грамада, III-141, 17,2 km ←                                         | 0,0  | ← 17,2 km, III-141, Община Грамада                                        |
|                                                                            | 4,7  | → общински път (за с. Бояново)                                            |
| Община Видин                                                               | 9,1  | Община Видин                                                              |
| (за с. Водна) общински път ←                                               | 11,1 |                                                                           |
| с. Синаговци                                                               | 13,3 | с. Синаговци                                                              |
| гр. Дунавци                                                                | 18,4 | гр. Дунавци                                                               |
| гр. Дунавци                                                                | 23,1 | → гр. Дунавци, общински път (за с. Търняне)                               |
| (до ГКПП Кулата - Промахон) I-1, 16,5 km, гр. Дунавци ←                    | 25,1 | ← гр. Дунавци, 16,5 km, I-1 (от ГКПП Видин - Калафат)                     |